# Аллеманда
Аллема́нда (от фр. allemande — немецкий) — изначально низкий танец эпохи Возрождения, впоследствии один из наиболее популярных инструментальных танцев эпохи Барокко, стандартная составляющая сюиты (обычно 1-я часть). Для аллеманды характерен четырёхдольный или (реже) двухдольный метр.

## Исторический очерк
Аллеманда возникла в XVI веке как двудольный танец среднего темпа. Произошла, скорее всего, от танцев, популярных в то время в Германии. С формой аллеманды экспериментировали французские композиторы, сделав её четырёхдольной и более свободной в отношении темпа. Характерными чертами танца являются отсутствие синкоп, тональная и мелодическая контрастность. Немецкие композиторы, такие как Фробергер или И. С. Бах, иногда вольно обращались с формой аллеманды для клавира, хотя аллеманды для нескольких инструментов выглядят у них более традиционно.
Итальянские и английские композиторы обходились с аллемандой свободнее, используя контрапункт и большее разнообразие в темпах (Корелли писал аллеманды от largo до presto). Английская аллеманда известна из рукописей, где описывается около десяти, временами очень похожих, вариантов исполнения этого танца.
В состав сольной (лютневой, клавесинной и др.) и ансамблево-оркестровой сюиты, а также камерной (ансамблевой) сонаты, Аллеманда вошла в 17 веке. И все таки аллеманда постепенно утратила песенно-танцевальные черты и стала богата разработанной торжественной вступительной пьесой в медленном темпе, часто с затактом.
В конце XVIII века слово «аллеманда» стали использовать для обозначения нового трёхдольного танца; Douze allemande Вебера (op. 4, 1801 г.) предвосхищает появление вальса. Этот новый немецкий танец 3/4 в темпе быстрого вальса появился вначале в Швабии, затем приобрёл популярность во Франции (Париж) и в Чехии.